# Matías Pérez García
Matías Pérez García (Salta, 13 ottobre 1984) è un calciatore argentino, centrocampista svincolato.

## Palmarès

### Club

#### Competizioni nazionali
- Campionato cileno: 2

Universidad de Chile: Apertura 2011, Clausura 2011

#### Competizioni internazionali
- Coppa Sudamericana: 1

Universidad de Chile: 2011